# Witvoettamarin
De witvoettamarin (Saguinus leucopus)  is een zoogdier uit de familie van de klauwaapjes (Callitrichidae). De wetenschappelijke naam van de soort werd voor het eerst geldig gepubliceerd door Albert Carl Lewis Gotthilf Günther in 1877.

## Voorkomen
De soort komt voor in Colombia.